# Odměr
Odměr je úhel, který svírá osa hlavně dělostřelecké zbraně od definované osy ve vodorovné rovině. U stacionárních zbraní se udává relativně k severu (tj. je totožná s azimutem), u zbraní mobilních se někdy vztahuje k podélné ose vozidla.
Většina zbraní umožňuje odměr v určitém rozsahu měnit, aniž by bylo nutno měnit pozici kompletu. V případě takovéto pohyblivé lafetace zbraně (např. tankový kanón v otočné věži) se pak často uvádí úhel, o který může být odměr zbraně změněn pouze pohybem lafety. Odměr 360° znamená, že lafeta je plně otočná, +/- 90° znamená, že zbraň je možno otočit až o 90° na libovolnou stranu.